# Пене Карадупков
Пене (Пено, Пеньо) Атанасов Карадупков е български революционер, деец на Вътрешната македоно-одринска революционна организация,

## Биография
Пене Карадупков е роден през 1877 година в гевгелийското село Горгопик, тогава в Османската империя, днес Горгопи в дем Пеония, Гърция. Баща му Атанас Карадупков се присъединя към ВМОРО и четата на Апостол Петков. По-късно и той самият заедно с брат си Серафим се присъединява към ВМОРО и действа в родния си край. През Балканската война е доброволец в Македоно-одринското опълчение, в четата на Лазар Делев, в Сборната партизанска рота на МОО и в Продоволствения транспорт на МОО